# For Lack of a Better Name
Albums de deadmau5
Random Album Title
(2009) 4x4=12
(2010)
For Lack Of A Better Name (littéralement: « à défaut d'un meilleur nom ») est le quatrième album du producteur de musique électronique deadmau5, sorti le 22 septembre 2009 aux États-Unis et au Canada, et le 5 octobre 2009 pour le reste du monde.
La page MySpace de deadmau5 indique concernant l'album :
« On For Lack Of A Better Name, the follow-up to his critically acclaimed 2008 debut Random Album Title, DEADMAU5 takes a different turn by incorporating various styles of music into multi-blocks of songs. The album will include “Ghosts ‘N’ Stuff” featuring Pendulum’s Rob Swire. »
« Dans For Lack Of A Better Name, son cinquième album qui suit le précédent Random Album Title salué par la critique, deadmau5 prend un tournant différent en intégrant divers styles de musique dans l'ensemble des titres. L'album inclura Ghosts 'N' Stuff en featuring avec Rob Swire du groupe Pendulum ».
Moar Ghosts n Stuff contient un sample vocal du film Le Cerveau de la planète Arous; "After I'm gone, your Earth will be free to live out it's miserable span of existence, as one of my satellites, and that's how it's going to be…". 
D'autre part, le titre Hi Friend! (déjà sorti en 2008) contient un sample de Thriller de Michael Jackson mais à l'envers.
L'écoute de certains nouveaux titres a déjà été exclusivement révélée puis d'autres précédemment sortis en maxi. deadmau5 a rendu disponible sur sa chaîne officielle sur YouTube et surtout sur son MySpace quelques titres. Les titres de l'album étaient en ligne plus tôt (notamment sur YouTube) à la suite du partage du CD de promotion mis intentionnellement en ligne, une voix mise en place par deadmau5 à l'occasion de la promotion de l'album annonçait à plusieurs reprises dans chacune des pistes qu'il s'agit d'une promotion. Le titre Bot quant à lui avait été le 1er avril 2009 mis en ligne par accident sur Beatport sous son label Mau5trap Recordings (catalogue MAU5015), l'erreur sera aussitôt corrigée et le titre n'aura été disponible que durant 24 heures.
Le clip officiel du titre Ghosts 'N' Stuff a été mis en ligne officieusement depuis le 22 août 2009 par mégarde sur YouTube puis officiellement le 24 août 2009 sur la chaîne officielle de deadmau5.

## Liste des pistes[15]
| No  | Titre                                  | Durée |
| --- | -------------------------------------- | ----- |
| 1.  | FML                                    |       |
| 2.  | Moar Ghosts 'n' Stuff                  |       |
| 3.  | Ghosts 'n' Stuff (featuring Rob Swire) |       |
| 4.  | Hi Friend! (featuring MC Flipside)     |       |
| 5.  | Bot                                    |       |
| 6.  | Word Problems                          |       |
| 7.  | Soma                                   |       |
| 8.  | Lack of a Better Name                  |       |
| 9.  | The 16th Hour                          |       |
| 10. | Strobe                                 |       |

| 11. | Ghosts 'n' Stuff (Sub Focus Remix) (featuring Rob Swire) (coécrit avec Robert Swire Thompson ; remixé par Sub Focus) | 4:26 |

| 11. | Ghosts 'n' Stuff (Nero Remix) (featuring Rob Swire) (coécrit avec Robert Swire Thompson ; remixé par Daniel Stephens et Joe Ray aka Nero) | 6:55 |

### The Extended Mixes
Toutes les chansons sont écrites et composées par Joel Thomas Zimmerman, sauf indiqué.
| No  | Titre                                                                       | Durée |
| --- | --------------------------------------------------------------------------- | ----- |
| 1.  | FML                                                                         | 7:00  |
| 2.  | Moar Ghosts 'n' Stuff                                                       | 4:51  |
| 3.  | Ghosts 'n' Stuff (featuring Rob Swire) (coécrit avec Robert Swire Thompson) | 5:24  |
| 4.  | Hi Friend! (featuring MC Flipside)                                          | 6:33  |
| 5.  | Bot                                                                         | 6:37  |
| 6.  | Word Problems                                                               | 8:17  |
| 7.  | Soma                                                                        | 7:52  |
| 8.  | Lack of a Better Name                                                       | 8:16  |
| 9.  | The 16th Hour                                                               | 9:55  |
| 10. | Strobe                                                                      | 10:32 |

## Classements dans les charts
| Chart (2009)                       | Classement |
| ---------------------------------- | ---------- |
| Australie Albums Chart             | 49         |
| Canada Classement album            | 62         |
| Royaume-Uni UK Albums Chart        | 19         |
| États-Unis Dance/Electronic Albums | 14         |